# Sophie Hediger
Sophie Hediger (Horgen, 14 dicembre 1998 – Arosa, 23 dicembre 2024) è stata una snowboarder svizzera.

## Biografia
Specialista dello snowboard cross e attiva dal gennaio 2014, Hediger esordì in Coppa del Mondo il 21 dicembre 2018 a Cervinia, classificandosi 14ª nella gara vinta dalla statunitense Lindsey Jacobellis. Nel 2021 prese parte ai Mondiali di Idre Fjäll 2021, terminando 20ª, mentre a Bakuriani 2023 si classificò 9ª. L'anno precedente partecipò ai Giochi olimpici invernali di Pechino 2022, sua unica apparizione olimpica, chiudendo 19ª nello snowboard cross. Il 26 gennaio 2024 ottenne il suo primo podio nel massimo circuito, giungendo 2ª a Sankt Moritz alle spalle della ceca Eva Adamczyková.
È deceduta il 23 dicembre 2024, travolta e uccisa da una valanga mentre faceva freeride nei pressi di Arosa, all'età di 26 anni.

## Palmarès

### Mondiali juniores
- 2 medaglie:
  - 2 bronzi (snowboard cross a squadre a Rogla 2016; snowboard cross a Cardrona 2018)

### Coppa del Mondo
- Miglior piazzamento nella Coppa del Mondo di snowboard cross: 15ª nel 2021
- 2 podi:
  - 1 secondo posto
  - 1 terzo posto